# Canadian Classique
Il Canadian Classique, ovvero il derby fra le squadre Club de Foot Montréal e Toronto FC, è la maggiore rivalità calcistica del Canada. Viene chiamato anche 401 derby dal numero dell'autostrada che, all'interno del corridoio Québec-Windsor, collega le due città, ma quest'ultima dicitura non è amata dai tifosi di Montréal in quanto troppo "ontariocentrica", visto che in Québec la strada assume una numerazione diversa.

## Storia
La rivalità fra le squadre di Montréal e di Toronto non nasce da un ambito esclusivamente sportivo: le città sono le due più grandi del Canada e rispecchiano la natura bilingue della nazione. Se Toronto è infatti la metropoli più grande e il fulcro dell'attività economica del paese, dall'altro lato Montréal è la capitale della regione francofona del Québec, che esprime il proprio sentimento di diversità anche attraverso rivendicazioni politiche di maggiore sovranità.
Questa fiera rivalità si esprime ovviamente anche negli scontri fra i club sportivi delle due città: la contrapposizione più celebre è quella fra i Canadiens de Montréal e i Toronto Maple Leafs, squadre di hockey su ghiaccio iscritte alla NHL; nel campionato di football canadese (variante del football americano) si fronteggiano invece Alouettes de Montréal e Toronto Argonauts. Nonostante la popolarità del calcio in Canada sia ancora inferiore rispetto a quella di altri sport, l'affermarsi di compagini calcistiche professioniste nelle due città ha portato l'affermarsi della rivalità anche in questo ambito. I primi club a fronteggiarsi furono i Toronto Metros e il Montréal Olympique, entrambe ammesse nel 1971 alla NASL, il massimo campionato calcistico nordamericano di allora.
Nelle due città si sono succeduti nel tempo vari club, gli attuali sono il CF Montréal, nato nel 1992 con la denominazione Impact de Montréal, e il Toronto FC, sorto nel 2007. Quest'ultimo fu anche il primo club canadese ammesso alla Major League Soccer, dove i quebecchesi arrivarono solo nel 2012. I primi incontri fra questi due club si sono verificati quindi nel 2008 nel Canadian Championship, la competizione atta a laureare la migliore squadra del Canada: nella prima edizione, nonostante la squadra dell'Ontario fosse di categoria superiore e avesse prevalso complessivamente negli scontri diretti, furono i blu-bianco-neri di Montréal a vincere il trofeo. Nel corso degli anni non sono mancati risultati dalla portata clamorosa, come la vittoria di Toronto per 6-1 nel 2009 e del 2025 o la vittoria dell'Impact per 6-0 nel 2013.
Il bilancio complessivo nei derby è nettamente in favore del Toronto FC, ma bisogna considerare che a lungo i bianco-rossi hanno giocato in una categoria superiore. Se si considerano soltanto gli incontri disputati nella massima serie il vantaggio di Toronto si attenua.
Il derby è molto sentito da entrambe le tifoserie, infatti in occasione degli incontri fra le due squadre si registrano presenze allo stadio superiori alla media. Inoltre si ha anche una massiccia presenza di tifosi in trasferta, fatto insolito nel campionato americano viste le distanze da coprire, in questo caso si è agevolati anche dalla relativa vicinanza fra le due città.

## Risultati
Qui di seguito i risultati di tutti i derby disputati in incontri ufficiali.
| Arbitro: | P. Ward |

|  |           |           |
|  | Marcatori | 72’ Vélez |

| Arbitro: | S. Petrescu |

|              |           |           |
| Ricketts 15’ | Marcatori | 26’ Brown |

| Arbitro: | M. Navarro |

|             |           |  |
| Barrett 35’ | Marcatori |  |

| Arbitro: | C.A. Chenard |

|                      |           |                                                       |
| Donatelli 24’ (rig.) | Marcatori | 29’, 39’, 49’ De Rosario 69’, 90’ Guevara 83’ Barrett |

| Arbitro: | P. Ward |

|                        |           |  |
| Harden 12’ Barrett 61’ | Marcatori |  |

| Arbitro: | D. Gantar |

|  |           |                |
|  | Marcatori | 73’ De Rosario |

| Arbitro: | H. Grajeda |

|                             |           |                |
| Ubiparipović 18’ Wenger 81’ | Marcatori | 88’ Koevermans |

| Montréal 2 maggio 2012, ore 20:00 UTC-5 Semifinali Canadian Championship 2012 8º derby | Montréal Impact | 0 – 0 referto | Toronto FC | Stadio Olimpico (13.405 spett.)\| Arbitro: \| P. Ward \| |
| Arbitro:                                                                               | P. Ward         |               |            |                                                          |

| Arbitro: | D. Gantar |

|                      |           |  |
| Lambe 2’ Johnson 38’ | Marcatori |  |

| Arbitro: | K. Stott |

|  |           |                                       |
|  | Marcatori | 52’ Frings 72’ Johnson 78’ Koevermans |

| Toronto 20 ottobre 2012, ore 13:30 UTC-5 33ª giornata MLS 2012 11º derby | Toronto FC  | 0 – 0 referto | Montréal Impact | BMO Field (16.151 spett.)\| Arbitro: \| J.C. Rivero \| |
| Arbitro:                                                                 | J.C. Rivero |               |                 |                                                        |

| Arbitro: | B. Toledo |

|                           |           |              |
| Bernier 34’ Di Vaio 45+1’ | Marcatori | 67’ Earnshaw |

| Arbitro: | S. Petrescu |

|                        |           |  |
| Henry 49’ Wiedeman 81’ | Marcatori |  |

| Arbitro: | D. Fisher |

|                                                              |           |  |
| Mapp 24’ Paponi 33’ Di Vaio 44’, 90’ Romero 61’ Wenger 90+4’ | Marcatori |  |

| Arbitro: | B. Toledo |

|                                   |           |                                  |
| Brockie 6’ Caldwell 21’ O'Dea 24’ | Marcatori | 1’ Romero 69’ Camara 70’ Di Vaio |

| Arbitro: | D. Gantar |

|              |           |  |
| Earnshaw 16’ | Marcatori |  |

| Arbitro: | S. Petrescu |

|           |           |          |
| Henry 20’ | Marcatori | 73’ Mapp |

| Arbitro: | D. Gantar |

|              |           |  |
| Felipe 90+1’ | Marcatori |  |

| Arbitro: | A. Villarreal |

|  |           |                        |
|  | Marcatori | 11’ Gilberto 54’ Moore |

| Arbitro: | B. Toledo |

|               |           |            |
| Creavalle 20’ | Marcatori | 39’ Felipe |

| Arbitro: | S. Petrescu |

|               |           |  |
| McInerney 68’ | Marcatori |  |

| Arbitro: | M. Bourdeau |

|                                       |           |                      |
| Altidore 22’ Cheyrou 56’ Giovinco 58’ | Marcatori | 25’ Cooper 84’ Oduro |

| Arbitro: | A. Kelly |

|                                              |           |            |
| Bradley 27’ Altidore 56’ Giovinco 82’ (rig.) | Marcatori | 19’ Oyongo |

| Arbitro: | A. Villareal |

|                          |           |           |
| Bradley 35’ Altidore 55’ | Marcatori | 74’ Oduro |

| Arbitro: | A. Kelly |

|                 |           |              |
| Drogba 54’, 55’ | Marcatori | 45’ Altidore |

| Arbitro: | B. Toledo |

|                                   |           |  |
| Bernier 18’ Piatti 33’ Drogba 39’ | Marcatori |  |

| Arbitro: | T. Unkel |

|  |           |                         |
|  | Marcatori | 40’ (rig.) 81’ Giovinco |

| Arbitro: | D. Gantar |

|                                   |           |                          |
| Osorio 13’, 34’ Hamilton 60’, 80’ | Marcatori | 86’ Salazar 90+1’ Drogba |

| Montréal 8 giugno 2016, ore 19:30 UTC-5 Semifinali Canadian Championship 2016 29º derby | Montréal Impact | 0 – 0 referto | Toronto FC | Stade Saputo (18.964 spett.)\| Arbitro: \| S. Petrescu \| |
| Arbitro:                                                                                | S. Petrescu     |               |            |                                                           |

| Arbitro: | J. Gonzalez |

|  |           |            |
|  | Marcatori | 73’ Piatti |

| Arbitro: | J. Marrufo |

|                       |           |                           |
| Piatti 19’ 55’ (rig.) | Marcatori | 51’ Altidore 86’ Ricketts |

| Arbitro: | J. Guzman |

|                                  |           |                          |
| Oduro 10’ Mancosu 12’ Oyongo 53’ | Marcatori | 68’ Altidore 73’ Bradley |

| Arbitro: | J. Marrufo |

|                                                                |           |                      |
| Cooper 37’ Altidore 45’ Hagglund 68’ Cheyrou 98’ Ricketts 100’ | Marcatori | 24’ Oduro 53’ Piatti |

| Arbitro: | S. Petrescu |

|             |           |              |
| Mancosu 19’ | Marcatori | 30’ Altidore |

| Arbitro: | D. Gantar |

|                     |           |           |
| Giovinco 53’, 90+5’ | Marcatori | 36’ Tabla |

| Arbitro: | R. Sibiga |

|              |           |                                  |
| Piatti 90+2’ | Marcatori | 41’, 90+3’ Giovinco 52’ Altidore |

| Arbitro: | J. Marrufo |

|                                     |           |                                                    |
| Boldor 42’ (aut.) Ricketts 77’, 79’ | Marcatori | 10’, 24’ Piatti 12’ Donadel 47’, 51’ Jackson-Hamel |

| Arbitro: | T. Unkel |

|              |           |  |
| Altidore 16’ | Marcatori |  |

| Arbitro: | R. Sibiga |

|            |           |  |
| Vargas 41’ | Marcatori |  |

| Arbitro: | M. Geiger |

|                             |           |           |
| Giovinco 7’, 22’ Osorio 29’ | Marcatori | 30’ Silva |

| Arbitro: | B. Toledo |

|                       |           |  |
| Piatti 74’ (rig.) 89’ | Marcatori |  |

| Arbitro: | D. Fischer |

|  |           |                            |
|  | Marcatori | 61’ Pozuelo 90+5’ Altidore |

| Arbitro: | B. Toledo |

|                        |           |           |
| Delgado 63’ Morrow 81’ | Marcatori | 49’ Krkić |

| Arbitro: | Y. Rudolf |

|            |           |  |
| Piatti 17’ | Marcatori |  |

| Arbitro: | D. Fischer |

|                                 |                      |                      |
| Endo 70’                        | Marcatori            |                      |
| Pozuelo Altidore Mullins Osorio | Tiri di rigore 1 – 3 | Krkic Lovitz Camacho |

| Arbitro: | J. Marrufo |

|                                            |           |                                 |
| Quioto 14’ Taider 37’ (rig.), 90+4’ (rig.) | Marcatori | 8’ Laryea 25’, 37’, 83’ Akinola |

| Arbitro: | D. Gantar |

|  |           |                    |
|  | Marcatori | 50’ (rig.) Pozuelo |

| Arbitro: | D. Fischer |

|  |           |             |
|  | Marcatori | 14’ Camacho |

| Arbitro: | D. Gantar |

|             |           |                         |
| Wanyama 53’ | Marcatori | 32’ Piatti 89’ Altidore |

| Arbitro: | I. Elfath |

|                                               |           |                               |
| Toye 3’ Quioto 24’ Wanyama 54’ Mihailović 71’ | Marcatori | 45’ (rig.) Delgado 88’ Laryea |

| Arbitro: | D. Fischer |

|                                  |           |            |
| Piette 23’ Torres 68’ Quioto 75’ | Marcatori | 58’ Achara |

| Arbitro: | A. Chapman |

|                |           |             |
| Altidore 90+5’ | Marcatori | 55’ Ibrahim |

| Arbitro: | D. Gantar |

|            |           |  |
| Quioto 72’ | Marcatori |  |

| Arbitro: | Y. Rudolf |

|                                          |           |  |
| Akinola 40’, 54’ Jiménez 75’ Pozuelo 78’ | Marcatori |  |

| Arbitro: | T. Unkel |

|                        |           |  |
| Mc Naughton 69’ (aut.) | Marcatori |  |

| Arbitro: | A. Chapman |

|                                   |           |                                                   |
| Bernardeschi 5’ Insigne 7’, 90+1’ | Marcatori | 19’ Miller 21’ Mihailović 43’ Kamara 54’ Johnston |

| Arbitro: | Y. Rudolf |

|             |           |                               |
| Insigne 44’ | Marcatori | 35’ Brault-Guillard 39’ Offor |

| Arbitro: | C. Penso |

|                           |           |  |
| Lappalainen 53’ Offor 68’ | Marcatori |  |

| Arbitro: | J. Dickerson |

|                         |           |                                             |
| Bernardeschi 66’, 90+4’ | Marcatori | 18’, 79’ (rig.) Choinière 25’ (aut.) Mabika |

| Arbitro: | J. Chapman |

|                                                   |           |            |
| Longstaff 6’ Bernardeschi 12’, 58’, 60’ Owusu 19’ | Marcatori | 67’ Sunusi |

| Arbitro: | A. Villarreal |

|  |           |            |
|  | Marcatori | 38’ Laryea |

| Arbitro: | M. Venne |

|                         |           |                         |
| Corbeanu 30’ Spicer 74’ | Marcatori | 70’ Waterman 88’ Vrioni |

| Montreal 17 maggio 2025 14ª giornata MLS 2025 63º derby | CF Montréal | 1 – 6 referto | Toronto FC | Stade Saputo (16 008 spett.)\| Arbitro: \| F. Duijc \| |
| Arbitro:                                                | F. Duijc    |               |            |                                                        |

## Statistiche
Le statistiche sono aggiornate al 17 maggio 2025.

### Incontri

#### Giocati a Montréal
|                       | Gare disputate | Vittorie CF Montréal | Pareggi | Vittorie Toronto FC | Reti CF Montréal | Reti Toronto FC |
| Stagione regolare MLS | 18             | 8                    | 1       | 9                   | 20               | 28              |
| Play-off MLS          | 2              | 2                    | 0       | 0                   | 6                | 2               |
| Canadian Championship | 11             | 5                    | 3       | 3                   | 12               | 9               |
| Totale                | 31             | 15                   | 4       | 12                  | 38               | 44              |

#### Giocati a Toronto
|                       | Gare disputate | Vittorie Toronto FC | Pareggi | Vittorie CF Montréal | Reti Toronto FC | Reti CF Montréal |
| Stagione regolare MLS | 17             | 8                   | 4       | 5                    | 35              | 25               |
| Play-off MLS          | 1              | 1                   | 0       | 0                    | 5               | 2                |
| Canadian Championship | 13             | 9                   | 3       | 1                    | 26              | 11               |
| Totale                | 31             | 18                  | 7       | 6                    | 66              | 38               |

#### Giocati in campo neutro
|                       | Gare disputate | Vittorie CF Montréal | Pareggi | Vittorie Toronto FC | Reti CF Montréal | Reti Toronto FC |
| Stagione regolare MLS | 2              | 1                    | 0       | 1                   | 7                | 6               |
| Totale                | 2              | 1                    | 0       | 1                   | 7                | 6               |

#### Totale
|                       | Gare disputate | Vittorie CF Montréal | Pareggi | Vittorie Toronto FC | Reti CF Montréal | Reti Toronto FC |
| Stagione regolare MLS | 35             | 14                   | 5       | 16                  | 51               | 63              |
| Play-off MLS          | 3              | 2                    | 0       | 1                   | 8                | 7               |
| Canadian Championship | 24             | 6                    | 6       | 12                  | 23               | 35              |
| Totale                | 62             | 22                   | 11      | 29                  | 82               | 105             |

### Trofei
|                           | CF Montréal | Toronto FC |
| Campionati MLS            | 0           | 1          |
| MLS Supporters' Shield    | 0           | 1          |
| Canadian Championship     | 5           | 8          |
| CONCACAF Champions League | 0           | 0          |
| Altri Campionati          | 3           | 0          |
| Totale                    | 8           | 10         |